# Aleksander Karšakevič
Aleksander Vladimirovič Karšakevič, sovjetski (beloruski) rokometaš, * 6. april 1959, Ašmjani.
Leta 1980 je na poletnih olimpijskih igrah v Moskvi v sestavi sovjetske rokometne reprezentance osvojil srebrno olimpijsko medaljo in leta 1988 še zlato medaljo.